# Uwe Puetter
Uwe Puetter (* 1974 in Hannover) ist ein deutscher Politikwissenschaftler.

## Leben
Nach dem Studium der Politikwissenschaft und Philosophie an der Universität Hannover promovierte er 2004 an der Queen’s University Belfast. Er war seit 2004 Professor of European Public Policy and Governance an der Central European University. Er lehrt als Professor für Empirische Europaforschung an der Europa-Universität Flensburg.

## Schriften (Auswahl)
- The Eurogroup. How a secretive circle of finance ministers shape European economic governance. Manchester 2006, ISBN 0-7190-7403-7.
- Die Wirtschafts- und Sozialpolitik der EU. Wien 2009, ISBN 3-8252-2968-8.
- The European Council and the Council. New intergovernmentalism and institutional change. Oxford 2014, ISBN 978-0-19-871624-2.
- als Herausgeber mit Christopher J. Bickerton und Dermot Hodson: The new intergovernmentalism. States and supranational actors in the post-Maastricht era. Oxford 2015, ISBN 0-19-870361-9.

## Belege
1. ↑  Judith Crosbie: EU knowledge, the British way – POLITICO. In: politico.eu. 15. Oktober 2008, abgerufen am 3. März 2024 (englisch).

| Personendaten    | Personendaten                    |
| ---------------- | -------------------------------- |
| NAME             | Puetter, Uwe                     |
| KURZBESCHREIBUNG | deutscher Politikwissenschaftler |
| GEBURTSDATUM     | 1974                             |
| GEBURTSORT       | Hannover                         |